# Campionati del mondo di atletica leggera 2005 - 5000 metri piani maschili
La gara dei 5000 metri piani maschili dei Campionati del mondo di atletica leggera di Helsinki 2005 si è disputata nelle giornate dell'11 agosto (batterie) e 14 agosto (finale).

## Podio
| Posizione | Atleta         | Paese     |
| --------- | -------------- | --------- |
| Oro       | Benjamin Limo  | Kenya     |
| Argento   | Sileshi Sihine | Etiopia   |
| Bronzo    | Craig Mottram  | Australia |

## Batterie

### Batteria 1
1. Isaac Kiprono Songok,  Kenya 13'20"36 Q
2. Tariku Bekele,  Etiopia 13'20"66 Q
3. John Kibowen,  Kenya 13'21"08 Q
4. Dejene Berhanu,  Etiopia 13'21"20 Q
5. James Kwalia C'Kurui,  Qatar 13'21"36 q
6. Zersenay Tadese,  Eritrea 13'22"36 q
7. Boniface Kiprop Toroitich,  Uganda 13'22"44 q
8. Wilson Busienei,  Uganda 13'25"36
9. Alberto García,  Spagna 13'25"44
10. Ian Dobson,  Stati Uniti 13'27"16
11. Hicham Bellani,  Marocco 13'29"44
12. Alejandro Suárez,  Messico 13'31"63
13. Serhiy Lebid,  Ucraina 13'43"50
14. Reid Coolsaet,  Canada 13'53"15
15. Roberto García,  Spagna 13'59"50
16. Ryan Hall,  Stati Uniti 13'59"86
17. Eduardo Buenavista,  Filippine 14'24"90
18. Michael Sanchez,  Gibilterra 15'34"82
19. Mohammed Mostafa,  Palestina 15'37"04

### Batteria 2
1. Eliud Kipchoge,  Kenya 13'12"86 Q
2. Craig Mottram,  Australia 13'12"93 Q
3. Sileshi Sihine,  Etiopia 13'13"04 Q
4. Ali Saïdi-Sief,  Algeria 13'13"50 Q
5. Benjamin Limo,  Kenya 13'14"30 q
6. Fabiano Joseph Naasi,  Tanzania 13'18"18 q
7. Moukheld Al-Outaibi,  Arabia Saudita 13'20"06 q
8. Marius Bakken,  Norvegia 13'22"00 q
9. Mohammed Mourhit,  Belgio 13'22"87
10. Samson Kiflemariam,  Eritrea 13'31"05
11. Essa Ismail Rashed,  Qatar 13'31"73
12. Moses Kipsiro,  Uganda  13'32"25
13. Tim Broe,  Stati Uniti 13'51"17
14. Thiha Aung,  Birmania 14'33"69
15. Francis Khanje,  Malawi 14'51"49 
  - Jesús España,  Spagna dq
  - Mohammed Amyn,  Marocco dnf
  - Abderrahim Goumri,  Marocco dnf
  - Günther Weidlinger,  Austria dnf

## Finale
1. Benjamin Limo,  Kenya 13'32"55
2. Sileshi Sihine,  Etiopia 13'32"81
3. Craig Mottram,  Australia 13'32"96
4. Eliud Kipchoge,  Kenya 13'33"04
5. Ali Saïdi-Sief, Algeria 13'33"25
6. John Kibowen,  Kenya 13'33"77
7. Tariku Bekele,  Etiopia 13'34"76
8. Dejene Berhanu,  Etiopia 13'34"98
9. Moukheld Al-Outaibi,  Arabia Saudita 13'35"29
10. Isaac Kiprono Songok,  Kenya 13'37"10
11. Boniface Kiprop Toroitich,  Uganda 13'37"73
12. Marius Bakken,  Norvegia 13'38"63
13. James Kwalia C'Kurui,  Qatar 13'38"90
14. Zersenay Tadese,  Eritrea 13'40"27
15. Fabiano Joseph Naasi,  Tanzania 13'42"50